# ボーンキッカーズ 考古学調査班
『ボーンキッカーズ 考古学調査班』（ボーンキッカーズ こうこがくちょうさはん、原題: Bonekickers）は、イギリス・BBC製作のテレビドラマ。2008年に放送された。製作はロンダ・スミス、監督はジェームズ・ストロング。
日本では、2009年にAXNミステリーで、2011年11月16日に東京MXで放送している。

## あらすじ
イギリスのバースを舞台に、大学の考古学チームが歴史に埋もれた謎を解き明かしていく。

## 出演
- ジリアン - ジュリー・グレアム（声：土井美加）
- ベン - エイドリアン・レスター（声：宮内敦士）
- グレゴリー - ヒュー・ボネヴィル（声：てらそままさき）
- ヴィヴ - ググ・バサ＝ロー（声：武田華）
- マスティフ - マイケル・マロニー（声：松尾大亮）
- その他の声の吹き替え：中村俊洋／たなか久美／三上哲／後藤淳一／黒澤剛史／田坂浩樹／兎本有紀／篠原千佳

## エピソード
1. 神の軍隊 / Army of God
2. 戦士たち / Warriors
3. 永遠の炎 / The Eternal Fire
4. 文明発祥の地 / The Cradle of Civilisation
5. 塹壕戦 / The Lines of War
6. 輝きを追え / Follow the Gleam

## DVD
放送とは違う収録順で発売されている。
1. 「ボーンキッカーズ」（1・3話）
2. 「ボーンプロフェシー」（2・4話）
3. 「ボーンレジェンダリー」（5・6話）